# I liga paragwajska w piłce nożnej (1911)
Mistrzem Paragwaju został klub Club Nacional, natomiast wicemistrzem Paragwaju został klub Atlántida SC.
Mistrzostwa rozegrano systemem każdy z każdym mecz i rewanż. Najlepszy w tabeli klub został mistrzem Paragwaju.
Z ligi spadł klub Club Libertad, a na jego miejsce awansował klub Club Presidente Hayes.

## Primera División

### Kolejka 1
| Data            | Mecz                              |
| --------------- | --------------------------------- |
| 11 czerwca 1911 | Club Nacional - Club Libertad 3:2 |

### Kolejka 2
| Data            | Mecz                             |
| --------------- | -------------------------------- |
| 18 czerwca 1911 | Club Guaraní - Club Nacional 2:2 |

### Kolejka 3
| Data            | Mecz                             |
| --------------- | -------------------------------- |
| 25 czerwca 1911 | Club Nacional - Club Olimpia 5:1 |

### Kolejka 4
| Data         | Mecz                             |
| ------------ | -------------------------------- |
| 2 lipca 1911 | Club Nacional - Atlántida SC 3:1 |

### Kolejka 5
| Data         | Mecz                                    |
| ------------ | --------------------------------------- |
| 9 lipca 1911 | Club Nacional - Club Sol de América 5:2 |

### Kolejka 6
| Data          | Mecz                             |
| ------------- | -------------------------------- |
| 23 lipca 1911 | Club Nacional - Atlántida SC 2:2 |

### Kolejka 7
| Data          | Mecz                             |
| ------------- | -------------------------------- |
| 30 lipca 1911 | Club Olimpia - Club Nacional 0:1 |

### Kolejka 8
| Data            | Mecz                             |
| --------------- | -------------------------------- |
| 6 sierpnia 1911 | Club Nacional - Club Guaraní 3:2 |

### Kolejka 9
| Data             | Mecz                                                    |
| ---------------- | ------------------------------------------------------- |
| 20 sierpnia 1911 | Club Libertad - Club Nacional mecz nie został rozegrany |

### Kolejka 10
| Data             | Mecz                                    |
| ---------------- | --------------------------------------- |
| 27 sierpnia 1911 | Club Nacional - Club Sol de América 4:4 |

### Tabela końcowa sezonu 1911
| Poz | Klub                | Mecze | Zw | Rem | Por | Pkt | BrZd | BrStr |
| --- | ------------------- | ----- | -- | --- | --- | --- | ---- | ----- |
| 1   | Club Nacional       | 9     | 6  | 3   | 0   | 15  | 28   | 16    |
| 2   | Atlántida SC        | 10    | ?  | ?   | ?   | 13  | ?    | ?     |
| 3   | Club Sol de América | 10    | ?  | ?   | ?   | 12  | ?    | ?     |
| 4   | Club Guaraní        | 10    | ?  | ?   | ?   | 9   | ?    | ?     |
| 5   | Club Olimpia        | 10    | ?  | ?   | ?   | 8   | ?    | ?     |
| 6   | Club Libertad       | 9     | 0  | 1   | 8   | 1   | ?    | ?     |

## Liga Centenario
Utworzona została konkurencyjna liga o nazwie Liga Centenario (później zwana Liga Asociación Paraguaya de Fútbol). Pierwszym mistrzem Paragwaju w ramach rozgrywek nowej ligi został klub Bahía Blanca. Pozostałe kluby uczestniczące w "buntowniczej" lidze to: El Triunfo Ypacaraí, Marte Atlético Luque, Vencedor Luque, 14 de Mayo Asunción, Sport Asunceno, Boy Scouts, Unión Paraguaya, Mariscal López Asunción, Sastre Sport Asunción i Club River Plate.